# Vrhovni sud Urugvaja
Vrhovni sud Urugvaja (špa.  Suprema Corte de Justicia) najviši je i najvažniji sud u Urugvaju.
Utemeljen je 1907. godine. Sjedite mu se nalazi u Palači Piria, izgrađenoj 1917. u stilu eklektičke arhitekture.

## Zadaće
Zadaće Vrhovnog suda Urugvaja su sljedeće:
- Procesuirati sve počinitelje kaznenih djela, bez iznimke ili statusa osobe, posebno onih koji su svojim kaznenim djelima narušili sigurnost državnih granica ili prekršili jedan od međunarodnih ugovora koje je Urugvaj dužan poštovati.

- Nadziranje svih drugih sudova i smanjivanje troškova suđenja.

- Pripremanje nacrta proračuna sudbene vlasti i njihovo objavljivanje u što kraćem roku te uvršatavanje na izglasavanje u Parlament ili Vladu.

- Imenovanje kvalificiranih odvjetnika i sudaca, bez uplitanja pojedinih članova već slaganjem 4 od 5 sudaca vrhovnog suca.

- Imenovanje pravobranitelja za djecu, žrtve silovanja i osobe s invaliditetom na temelju njihove sposobnosti, a ne podobnosti.

- Objava neustavnih zakona i njihova preimenovanja kakao bi postignuli ustavni kriterij.

## Članovi
Vrhovni sud Urugvaja sastoji se od 5 članova, koji imaju između 58 i 66 godina:
- Jorge Ruibal (predsjednik)
- Jorge Larrieux
- Jorge Chediak
- Ricardo Pérez Manrique
- Julio César Chalar

## Vanjske poveznice
- Istočna Republika Urugvaj - urugvajsko pravosuđe (šp.)